# Eupelmus xambeui
Eupelmus xambeui är en stekelart som beskrevs av Alfred Giard 1900. Eupelmus xambeui ingår i släktet Eupelmus och familjen hoppglanssteklar.
Artens utbredningsområde är Frankrike. Inga underarter finns listade i Catalogue of Life.